# ColorZ
ColorZ é um jogo eletrônico de ação e quebra-cabeça desenvolvido pela Exkee e lançado para o WiiWare, serviço de download de jogos para o Nintendo Wii. ColorZ foi lançado na Europa em 24 de julho de 2009, na América do Norte em 7 de Setembro de 2009 e no Japão em 30 de novembro de 2010.